# Arachnospila anceps
Arachnospila anceps (лат.) — вид дорожных ос рода Arachnospila (Pompilidae).

## Распространение
Этот вид встречается в северной и центральной Европе, включая большую часть Великобритании и Ирландии, и в Азии к востоку от Монголии.
Россия (Амурская область, Камчатка, Магаданская область, Чукотка, Забайкальский край, Красноярский край, Хакасия, Тува, Республика Алтай, северо-восток и центр европейской части), Великобритания, Норвегия, Дания, Нидерланды, Бельгия, Люксембург, Франция, Испания, Португалия, Германия, Польша, Беларусь, Чехия, Словакия, Австрия, Швейцария, Италия, Босния и Герцеговина, Румыния, Болгария, Албания, Греция, Кипр, Турция, Сирия, Иран, Кыргызстан, Монголия.

## Описание
Среднего размера красно-чёрная дорожная оса. Длина 5—10 мм.

## Биология
Период лёта — с мая по сентябрь, и вид, вероятно, однояйцевый. В качестве добычи берёт широкий спектр пауков; были зарегистрированы семейства Lycosidae, Clubionidae и Thomisidae, также возможной добычей являются Gnaphosidae и Agelenidae. Паук парализуется, прежде чем его тащат назад к месту гнезда, где он прячется на растении, пока нора быстро раскапывается. Он встречается в различных местах обитания и на большинстве почв, за исключением тяжёлых глинистых почв. Нет данных о том, какие цветы посещает A. anceps для получения нектара.